# گرگ تامپسون
گرگ تامپسون (انگلیسی: Greg Thompson؛ زادهٔ ۲۸ مارس ۱۹۴۷) سیاست‌مدار اهل کانادا است.